# ④憧れ My STAR
『④憧れ My STAR』（よん あこがれ マイ スター）は、℃-uteの4枚目のオリジナルアルバム。2009年1月28日にzetimaから発売された。

## 概要
初回生産限定盤はCD+DVD（ジャケット撮影メイキング）、通常版はCDのみ。また、通常盤初回特典としてフォトカード8種がランダム封入されている。有原栞菜が参加するアルバムとしては最後となった。

## 収録曲
全作詞・作曲：つんく（※特記以外）
1. ★憧れ My STAR★
編曲：鈴木Daichi秀行
2. One's LIFE
歌：梅田えりか・岡井千聖・萩原舞
編曲：AKIRA
3. Yes! all my family
歌：鈴木愛理
編曲：鈴木俊介
4. 涙の色
編曲：藤澤慶昌
5thメジャーシングル。
5. 愛してる 愛してる
歌：中島早貴・有原栞菜
編曲：高橋諭一
6. 青春ソング
歌：矢島舞美
編曲：山崎淳
7. Big dreams
編曲：藤澤慶昌
8. SHINES
編曲：平田祥一郎
9. 約束は特にしないわ
編曲：上杉洋史
10. FOREVER LOVE 
編曲：鈴木俊介
7thメジャーシングル。
11. 江戸の手毬唄II
作詞：吉岡治、作曲：宇崎竜童、編曲：川端良征
6thメジャーシングル。